# Overland Park
Overland Park est une ville américaine du comté de Johnson, au Kansas, dans l'aire urbaine de Kansas City avec les villes de Olathe, Lenexa, Prairie Village et Leawood. La population de la ville est estimée à 186 515 habitants (2014) sur une surface de 147,2 km2.
L'origine de la ville remonte à 1905 quand son fondateur, William B. Strang Jr, achète un terrain de 2,4 km2 au bord de la voie ferrée qui deviendra plus tard le centre-ville d’Overland Park. La ville a été incorporée en 1960 et est une des plus jeunes cités du comté de Johnson. La population de la ville a explosé depuis cette période, passant de 28 000 habitants environ à près de 170 000 habitants aujourd'hui.
Sprint Nextel Corporation et Embarq ont leur siège social à Overland Park.

## Jumelage
La ville d'Overland Park est jumelée avec :
- Bietigheim-Bissingen (Allemagne) depuis 1999